# 大場一史
大場 一史(おおば かずし、1975年1月30日 - 2018年7月31日)は日本の俳優。

## 人物
岐阜県出身。血液型O型。俳優を始める前に劇団員を勤めていた。VERSUSで映画デビューし、メガネのヤクザを演じていた。2008年5月を最後に俳優業から引退している。
2018年くも膜下出血で倒れ病院に搬送されたが、7月31日に逝去。43歳没。

## 出演

### 映画
- VERSUS(2001年) -レザボア 役
- クロックワークス(2002年)
- 手鼻三吉、世界を翔ける(2002年)
- アミューズピクチャーズ(2003年)
- the messenger　弔いは夜の果てで(2002年)
- ALIVE (映画)(2003年) -戦闘部隊隊員 役
- 地獄甲子園(2003年) -生徒会長 役
- ファントム・フィルム(2004年)
- HEVEN SENT(2004年)
- ゴジラ　FINAL WARS(2004年)
- デスペラード(2006年)
- ラブデス　LOVEDEATH(2006年) -カズ 役

### 舞台
- 『ヒビノオワリニ』(99・自主公演／製作)